# Urbana poljoprivreda
Urbana poljoprivreda, urbano ratarstvo, ili urbano baštovanstvo je praksa kultiviranja, prerade i distribucije hrane u ili oko urbanih oblasti. Urbana poljoprivreda takođe može da obuhvata stočarstvo, akvakulturu, poljoprivredno-šumarstvo, urbano pčelarstvo i vrtlarstvo. Ove aktivnosti se odvijaju i u prigradskim područjima, a periurbana poljoprivreda može imati različite karakteristike.
Urbana poljoprivreda može odražavati različite nivoe ekonomskog i društvenog razvoja. To može biti društveni pokret za održive zajednice, gde organski uzgajivači i lokalni farmeri formiraju društvene mreže utemeljene na zajedničkom etosu prirode i holizmu zajednice. Te se mreže mogu razviti kad dobiju formalnu institucionalnu podršku, integrišući se u lokalno planiranje kao pokret tranzicionog grada radi održivog urbanog razvoja. U drugim okolnostima su sigurnost prehrane, ishrana i stvaranje prihoda ključni motiv za ovu praksu. U oba slučaja, direktniji pristup svežem povrću, voću i mesnim proizvodima kroz gradsku poljoprivredu može poboljšati sigurnost i bezbednost ishrane.

## Istorija
U polu-pustinjskim gradovima Persije oaze su napajane akvaduktima koji su nosili planinsku vodu radi podrške intenzivne proizvodnje hrane, uzgajane na otpadu zajednica. U Maču Pikču, voda je čuvana i ponovo upotrebljena kao deo stepenaste arhitekture grada, a sadnice povrća dizajnirane su da maksimalno ubiraju energiju sunca kako bi se produžila uzgojna sezona.
Ideja o dodatnoj proizvodnji hrane izvan seoskih poljoprivrednih operacija i uvoza sa udaljenih lokacija nije nova. Ona je korištena u vreme ratova i depresija kada su se javljali problemi nestašice hrane, ali i tokom perioda relativnog izobilju. Baštenske parcele su se pojavile u Nemačkoj početkom 19. veka kao odgovor na siromaštvo i prehrambenu nestabilnost. Godine 1893, od građana depresijom pogođenog Detrojta je traženo da koriste sve slobodne površine za uzgoj povrća. Oni su zvane Pingrijeve krompirske parcele po gradonačelniku, Hejzenu S. Pingriju, koji je došao na ideju. Njegova želja je bila da te bašte generišu prihod, zalihe hrane, kao i da povećaju nezavisnost grada u teškim vremenima. Mnoštvo ratnih bašta se pojavilo tokom Prvog i Drugog svetskog rata. U njima je uzgajano voće, povrće i bilje. Građani su nastojali da redukuju pritisak na proizvodnju hrane koja je trebalo da podržava ratne napore.
Tokom prvog svetskog rata, predsednik Vudro Vilson pozvao je sve američke građane da iskoriste svaki slobodni prostor za uzgoj hrane, smatrajući to kao način da se prevaziđu nestašice hrane. Budući da je veći deo Evrope bio zahvaćen ratom, oni nisu bili u stanju da proizvedu dovoljno zaliha hrane koja bi se mogla isporučiti u SAD, te je primenjen novi plan sa namerom da se SAD snabde hrano, i da se potencijalno obezbedi višak za isporuku drugim zemljama. Do 1919. godine, na više od 5 miliona parcela se uzgajala hrana i preko 500 miliona funti proizvoda je sakupljeno.
Vrlo slična praksa počela se koristiti tokom Velike depresije čime je pruženo zaposlenje i hrana onima koji inače ne bi imali životna sredstva u tim teškim vremenima. U ovom su slučaju ovi napori pomogli da se duhovno podigne društvo i da se podstakne ekonomski rast. Hrana u vrednosti od preko 2,8 miliona dolara je proizvedena iz tih bašta tokom depresije. U vreme Drugog svetskog rata, Uprava za rat/hranu osnovala je Nacionalni program ratnih bašta, koji je imao za cilj sistematsko uspostavljanje funkcionalne poljoprivrede u gradovima. S ovim novim planom na delu, čak 5,5 miliona Amerikanaca učestvovalo je u pokretu ratnih vrtova, a preko 9 miliona funti voća i povrća je uzgajano godišnje, što je činilo 44% američkih useva uzgajenih tokom tog vremena.
Komunalno vrtlarstvo je u mnogim zajednicama otvoren za javnost i pruža građanima prostor za gajenje biljaka za hranu ili rekreaciju. Program komunalnog baštovanstva je na primer dobro uhodan u Sijetlu. Pokret provincijske permakulture imao je ogroman uticaj na renesansu urbane poljoprivrede u celom svetu. Projekt Severn u Bristolu pokrenut je 2010. godine za £2500 i osigurava 34 tone proizvoda godišnje, zapošljavajući ljude siromašnog porekla.

## Glavni tipovi
Ne postoji opšti termin za poljoprivredne parcele u urbanim sredinama. Bašte i farme, iako nije lako definisati, dva su glavna tipa. Prema USDA, farma je „svako mesto sa kojeg je proizvedeno i prodato 1.000 dolara ili više poljoprivrednih proizvoda.“ U Evropi se termin „gradska farma“ koristi da uključi bašte i farme.

### Bašte
Mnoge zajednice čine baštovanstvo u zajednici dostupnim javnosti, obezbeđujući prostor građanima da uzgajaju biljke za hranu ili rekreaciju. Program za baštovanstvo u zajednici koji je dobro uspostavljen je P-Pač iz Sijetla. Osnovni permakulturni pokret je imao ogroman uticaj na renesansu urbane poljoprivrede širom sveta. Tokom 1960-ih, u Ujedinjenom Kraljevstvu je osnovan izvestan broj društvenih vrtova, pod uticajem pokreta društvenih vrtova u Sjedinjenim Državama. Projekat Severn u Bristolu osnovan je 2010. za 2500 funti i obezbeđuje 34 tone proizvoda godišnje, zapošljavajući ljude iz siromašnih sredina.

### Farme
Gradske farme su poljoprivredne parcele u urbanim sredinama, koje imaju ljude koji rade sa životinjama i biljkama za proizvodnju hrane. To su obično bašte koje vodi zajednica koje nastoje da poboljšaju odnose u zajednici i ponude svest o poljoprivredi ljudima koji žive u urbanizovanim područjima. Oni su važni izvori sigurnosti hrane za mnoge zajednice širom sveta. Gradske farme variraju po veličini od malih parcela u privatnim dvorištima do većih farmi koje zauzimaju nekoliko hektara. U izveštaju Ujedinjenih nacija iz 1996. godine procenjeno je da širom sveta ima preko 800 miliona ljudi koji uzgajaju hranu i stoku u gradovima. Iako neka gradska gazdinstva imaju plaćene zaposlene, većina se u velikoj meri oslanja na volonterski rad, a nekima upravljaju sami volonteri. Ostala gradska gazdinstva rade kao partnerstva sa lokalnim vlastima.
Jedna rana gradska farma je osnovana 1972. u Kentiš gradu u Londonu. Ona kombinuje životinje sa farme sa baštenskim prostorom, dodatak inspirisan dečjim farmama u Holandiji. Druge gradske farme su usledile širom Londona i Ujedinjenog Kraljevstva. U Australiji postoji nekoliko gradskih farmi u raznim velikim gradovima. U Melburnu, dečja farma Kolingvud osnovana je 1979. godine na poljoprivrednom zemljištu Abotsfordske okružne nasledne farme (APHF), najstarijoj zemlji koja se stalno obrađuje u Viktoriji, u upotrebi od 1838.
Godine 2010, u Njujorku je izgrađena i otvorena najveća krovna farma u privatnom vlasništvu i kojom upravlja, a 2012. je usledila još veća lokacija. Obe su bile rezultat opštinskih programa kao što su Program za smanjenje poreza na zelenim krovovima i Program odobrenja za zelenu infrastrukturu.
U Singapuru se pojavljuju hidroponske farme na krovovima (koje se takođe oslanjaju na vertikalnu poljoprivredu). Cilj koji stoji iza njih je podmlađivanje područja i radne snage koji su do sada bili marginalizovani. Istovremeno se uzgajaju i ubiraju proizvodi bez pesticida.

## Literatura
- „URBACT - Sustainable food in urban communities”.
- Pinderhughes, Raquel (2004). Alternative Urban Futures: Planning for sustainable development in cities throughout the world.. Lanham: Rowman & Littlefield. стр. 185—217. ISBN 9780742523678. Приступљено 15. 1. 2012.  0-7425-2366-7
- Tepperman, Jean. „Who's Jacking Up Housing Prices in West Oakland?”. East Bay Express (на језику: енглески). Приступљено 2019-04-04.

## Spoljašnje veze
- Wayland, Michael (29. 8. 2013). „GM expanding urban gardening program in Detroit”. MLive. Приступљено 7. 11. 2013.
- Farming Goes Vertical
- Skyfarming (2 April 2007). New York Magazine.
- City Farm Grows Jobs, Knowledge, and Tomatoes, article about Chicago's City Farm